# Quassitagma affusa
Quassitagma affusa är en fjärilsart som beskrevs av Edward Meyrick 1923. Quassitagma affusa ingår i släktet Quassitagma och familjen Lecithoceridae. Inga underarter finns listade i Catalogue of Life.